# Lucía Pazmiño Castro
Lucía Pazmiño Castro (Guayaquil, 20 de abril de 1970) es una profesora de literatura ecuatoriana, y experta en estudios latinoamericanos y relaciones internacionales, que ha servido como Cónsul de Primera del Ecuador en Barcelona. Ejerció su cargo durante tres años, desde febrero del 2010 hasta noviembre de 2013.
Como Cónsul de Primera del Ecuador en Barcelona de 2010 hasta 2013, ejerció el cumplimiento de la política del Estado ecuatoriano a favor los emigrantes. Realizando diversas charlas y conferencias en Cataluña para dar a conocer la cultura ecuatoriana y el actual fundamento, en ese entonces, del Estado ecuatoriano, el Buen Vivir; así como asistiendo a entrevistas en medios de comunicación locales, y sosteniendo reuniones con las autoridades locales y otras figuras del entorno político y social de Barcelona y Cataluña.
En 2005 ocupó el puesto de asesora en el despacho del Ministerio de Economía y Finanzas de la República del Ecuador, cuando Rafael Correa ocupaba el cargo de Ministro de Economía. Desempeñó funciones como asesora en temas de comunicación y promovió acercamientos con diversos sectores de la sociedad civil. Implementando una política de participación ciudadana, con rendición de cuentas de parte de las instituciones públicas y democratización de la información emanada de la propia práctica fiscal.

## Biografía
Lucía Pazmiño nació en Guayaquil. Su padre fue Wilfrido Pazmiño. 